# 上卡尔瓦拉萨
上卡尔瓦拉萨（西班牙語：Calvarrasa de Arriba）是西班牙卡斯蒂利亚-莱昂萨拉曼卡省的一个市镇。 总面积26平方公里，总人口662人（2001年），人口密度25人/平方公里。